# Arbage
Arbage, Harbeha (Harbaia), war in Tripolis der Krug für Öl. Öl wurde oft nach dem Gewicht verkauft.
- Gewicht 1 Arbage = 8 ½ Oken  zu je 1,2208 Kilogramm
- Volumen 1 Arbage = 11,64 Liter
- Volumen 1 Arbage = 6 Caraffa = 10,731 Liter (andere Quelle[1])